# Grangeville, Idaho
Grangeville är administrativ huvudort i Idaho County i Idaho. Grangeville hade 3 141 invånare enligt 2010 års folkräkning.